# Tonin'
Tonin' è un album del gruppo vocale statunitense The Manhattan Transfer, pubblicato nel 1995 dalla Atlantic Records.

## Tracce
1. Let's Hang On - (Sandy Linzer, Denny Randell, Bob Crewe) - 4:41 (con Frankie Valli)
2. Groovin' - (Felix Cavaliere, Eddie Briganti) - 4:10 (con Felix Cavaliere)
3. It's Gonna Take A Miracle - (Teddy Randazzo, Lou Stallman, Bobby Weinstein) - 3:57 (with Bette Midler)
4. I Second That Emotion - (William Robinson Jr., Alfred Cleveland) - 3:40 (con Smokey Robinson)
5. La-La (Means I Love You) - (Tham Bell, William Hart) - 4:36 (con Laura Nyro)
6. Too Busy Thinking About My Baby - (Barret Strong, Norman Whitfield, Janie Bradford) - 4:44 (con Phil Collins)
7. The Thrill Is Gone - (Rick Darnell, Roy Hawkins) - 6:08 (con Ruth Brown e B.B. King)
8. Hot Fun in the Summertime - (Sylvester Stewart) - 4:17 (con Chaka Khan)
9. Along Comes Mary - (Tandyn Almer) - 3:34
10. Dream Lover - (Bobby Darin) - 4:54 (con James Taylor)
11. Save The Last Dance For Me - (Doc Pomus, Mart Shuman) - 4:05 (con Ben E. King)
12. God Only Knows - (Brian Wilson) - 2:46

## Formazione
- The Manhattan Transfer - voce
  - Cheryl Bentyne
  - Tim Hauser
  - Alan Paul
  - Janis Siegel

## Edizioni
- 1995 – CD, Atlantic Records 7567-82661-2